# Заповіді Ісуса Христа

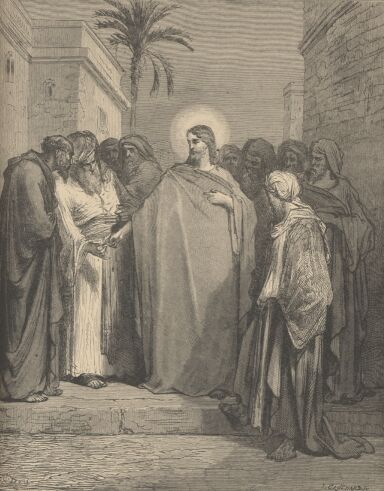
Гюстав Доре. Суперечка з фарисеями

Євангельські заповіді, або Заповіді Христові — духовно-моральні принципи на шляху до Царства Божого, які проповідував Ісус Христос своїм учням та послідовникам. Відповідно до тверджень християнських вчителів та богословів виконання Євангельських заповідей необхідне для порятунку людини (отримання нею вічного життя).
Ісус Христос розпочав Свою проповідь людям, як і Іоанн Хреститель, словами: «Покайтеся, бо наблизилось Царство Небесне!» (Мт 4:17).
| " | Якщо Ви Мене любите, Мої заповіді зберігайте! (Івана 14:15) | " |

| " | Хто заповіді Мої має та їх зберігає, той любить Мене. А хто любить Мене, то полюбить його Мій Отець, і Я полюблю Його, і об́явлюсь йому Сам. (Івана 14:21) | " |

| " | Ісус відповів і до нього сказав: Як хто любить Мене, той слово Моє берегтиме, і Отець Мій полюбить його, і Ми прийдемо до нього, і оселю закладемо в нього. (Івана 14:23) | " |

| " | Якщо будете ви зберігати Мої заповіді, то в любові Моїй перебуватимете, як і Я зберіг Заповіді Свого Отця, і перебуваю в любові Його. (Івана 15:10) | " |

| " | А хто Його заповіді береже, той у Нім пробуває, а Він у ньому. А що в нас пробуває, пізнаємо це з того Духа, що Він нам Його дав. (1 Ів. 3:24) | " |

| " | Що звете ви Мене: Господи, Господи, та не робите того, що Я говорю? (Луки 6:46) | " |

## Заповіді Блаженства(Матвія5:3-12)
Блаженні вбогі духом, бо їхнєє Царство Небесне.
Блаженні засмучені, бо вони будуть утішені.
Блаженні лагідні, бо землю вспадкують вони.
Блаженні голодні та спрагнені правди, бо вони нагодовані будуть.
Блаженні милостиві, бо помиловані вони будуть.
Блаженні чисті серцем, бо вони будуть бачити Бога.
Блаженні миротворці, бо вони синами Божими стануть.
Блаженні вигнані за правду, бо їхнє Царство Небесне.

Блаженні ви, як ганьбити та гнати вас будуть, і будуть облудно на вас наговорювати всяке слово лихе ради Мене. Радійте та веселіться, — нагорода-бо ваша велика на небесах! Бо так гнали й пророків, що були перед вами.

## Інші заповідьНагірної проповіді
1. Важливою необхідністю для християн є допомога іншим людям знайти шлях до Бога, Небесного Отця, в тому числі через добрі вчинки та працю на славу Бога і через праведне життя.
Ви сіль землі. Коли сіль ізвітріє, то чим насолити її? Не придасться вона вже нінащо, хіба щоб надвір була висипана та потоптана людьми.
Ви світло для світу. Не може сховатися місто, що стоїть на верховині гори.
І не запалюють світильника, щоб поставити його під посудину, але на свічник, і світить воно всім у домі.

Отак ваше світло нехай світить перед людьми, щоб вони бачили ваші добрі діла, та прославляли Отця вашого, що на небі. (Мт 5:13-16)
2 Зазначається, що Ісус Христос прийшов виконати написане в Законі й Пророках:
Не подумайте, ніби Я руйнувати Закон чи Пророків прийшов, Я не руйнувати прийшов, але виконати. Поправді ж кажу вам: доки небо й земля не минеться, ані йота єдина, ані жаден значок із Закону не минеться, аж поки не збудеться все. (Мт 5:17-18)
3 Принципи Царства Небесного.
Хто ж порушить одну з найменших цих заповідей, та й людей так навчить, той буде найменшим у Царстві Небеснім; а хто виконає та й навчить, той стане великим у Царстві Небеснім. (Мт 5:19)
А ви вчителями не звіться, бо один вам Учитель, а ви всі брати. І не називайте нікого отцем на землі, бо один вам Отець, що на небі. І не звіться наставниками, бо один вам Наставник, Христос. Хто між вами найбільший, хай слугою вам буде! Хто бо підноситься, буде понижений, хто ж понижується, той піднесеться. (Мт 23:8-12)
4 Наголошується на важливості праведності. 
Кажу бо Я вам: коли праведність ваша не буде рясніша, як книжників та фарисеїв, то не ввійдете в Царство Небесне! (Мт 5:20)
5 Заборона не тільки на вбивство, а й на гнів, осудження та образу.
Ви чули, що було стародавнім наказане: Не вбивай, а хто вб'є, підпадає він судові. А Я вам кажу, що кожен, хто гнівається на брата свого, підпадає вже судові. А хто скаже на брата свого: рака, підпадає верховному судові, а хто скаже дурний, підпадає геєнні огненній. (Мт 5:21-22)
6 Необхідно примиритися з ближнім перед тим, як звернутись до Бога:
Тому, коли принесеш ти до жертівника свого дара, та тут ізгадаєш, що брат твій щось має на тебе, залиши отут дара свого перед жертівником, і піди, примирись перше з братом своїм, і тоді повертайся, і принось свого дара. Зо своїм супротивником швидко мирися, доки з ним на дорозі ще ти, щоб тебе супротивник судді не віддав, а суддя щоб прислужникові тебе не передав, і щоб тебе до в'язниці не вкинули. Поправді кажу тобі: Не вийдеш ізвідти, поки не віддаси ти й останнього шеляга! (Мт 5:23-26)
7 Заборона не тільки на Перелюб (подружня зрада), але й на Хтивість:
Ви чули, що сказано: «Не чини перелюбу». А Я вам кажу, що кожен, хто на жінку подивиться із пожадливістю, той уже вчинив із нею перелюб у серці своїм. (Мт 5:27-28)
8 Потрібно рішуче усунути те, що призводить до гріха:
Коли праве око твоє спокушає тебе, його вибери, і кинь від себе: бо краще тобі, щоб загинув один із твоїх членів, аніж до геєнни все тіло твоє було вкинене. (Мт 5:29)
9 Пояснення щодо розлучення:
Також сказано: Хто дружину свою відпускає, нехай дасть їй листа розводового. А Я вам кажу, що кожен, хто пускає дружину свою, крім провини розпусти, той доводить її до перелюбу. І хто з відпущеною побереться, той чинить перелюб. (Мт 5:31-32)
10 Уникання від клятв та запорук (гарантій):
Ще ви чули, що було стародавнім наказане: Не клянись неправдиво, але виконуй клятви свої перед Господом.
А Я вам кажу не клястися зовсім: ані небом, бо воно престол Божий;
ні землею, бо підніжок для ніг Його це; ані Єрусалимом, бо він місто Царя Великого;
не клянись головою своєю, бо навіть однієї волосинки ти не можеш учинити білою чи чорною.

Ваше ж слово хай буде: так-так, ні-ні. А що більше над це, то те від лукавого. (Мт 5:33-37)
11 «Не противитись злому»:
Ви чули, що сказано: Око за око, і зуб за зуба.

А Я вам кажу не противитись злому. І коли вдарить тебе хто у праву щоку твою, підстав йому й другу. (Мт 5:38-39)
12 Не можна бути жадібним, немилосердним:
А хто хоче тебе позивати й забрати сорочку твою, віддай і плаща йому.
А хто силувати тебе буде відбути подорожнє на милю одну, іди з ним навіть дві.

Хто просить у тебе то дай, а хто хоче позичити в тебе не відвертайсь від нього. (Мт 5:40-42)
13 Заповіді любові:
Нову заповідь Я вам даю: Любіть один одного! Як Я вас полюбив, так любіть один одного й ви!

По тому пізнають усі, що ви учні мої, як будете мати любов між собою. (Ів. 13:34-35)
Ви чули, що сказано: Люби свого ближнього, і ненавидь свого ворога.
А Я вам кажу: Любіть ворогів своїх, благословляйте тих, хто вас проклинає, творіть добро тим, хто ненавидить вас, і моліться за тих, хто вас переслідує,
щоб вам бути синами Отця вашого, що на небі, що наказує сходити сонцю Своєму над злими й над добрими, і дощ посилає на праведних і на неправедних.
Коли бо ви любите тих, хто вас любить, то яку нагороду ви маєте? Хіба не те саме й митники роблять?

І коли ви вітаєте тільки братів своїх, то що ж особливого робите? Чи й погани не чинять отак? (Мт 5:43-47)
14 Заклик до духовного вдосконалення:
Отож, будьте досконалі, як досконалий Отець ваш Небесний! (Мт 5:48)
15 Заборона на показну благодійність:
Стережіться виставляти свою милостиню перед людьми, щоб бачили вас; а як ні, то не матимете нагороди від Отця вашого, що на небі.
Отож, коли чиниш ти милостиню, не сурми перед себе, як то роблять оті лицеміри по синагогах та вулицях, щоб хвалили їх люди. Поправді кажу вам: вони мають уже нагороду свою!
А як ти чиниш милостиню, хай не знатиме ліва рука твоя, що робить правиця твоя,

щоб таємна була твоя милостиня, а Отець твій, що бачить таємне, віддасть тобі явно. (Мт 6:1-4)
16 Заборона на показну побожність та показну молитву:
А як молитеся, то не будьте, як ті лицеміри, що люблять ставати й молитися по синагогах та на перехрестях, щоб їх бачили люди. Поправді кажу вам: вони мають уже нагороду свою!

А ти, коли молишся, увійди до своєї комірчини, зачини свої двері, і помолися Отцеві своєму, що в таїні; а Отець твій, що бачить таємне, віддасть тобі явно. (Мт 6:5-6)
17 Не проказуйте зайвого в молитві:
А як молитеся, не проказуйте зайвого, як ті погани, бо думають, ніби вони будуть вислухані за своє велемовство.

Отож, не вподобляйтеся їм, бо знає Отець ваш, чого потребуєте, ще раніше за ваше прохання! (Мт 6:7-8)
18 Ісус Христос вчить про молитву і як потрібно молитися:
Пильнуйте й моліться, щоб не впасти на спробу, бадьорий бо дух, але немічне тіло. (Мт 26:41)
Ви ж моліться отак: Отче наш, що єси на небесах! Нехай святиться Ім'я Твоє,
нехай прийде Царство Твоє, нехай буде воля Твоя, як на небі, так і на землі.
Хліба нашого насущного дай нам сьогодні.
І прости нам довги наші, як і ми прощаємо винуватцям нашим.

І не введи нас у випробовування, але визволи нас від лукавого. Бо Твоє є царство, і сила, і слава навіки. Амінь. (Мт 6:9-13)
19 Наказ про необхідність прощати інших людей, щоб і Отець наш Небесний пробачив нам наші гріхи:
Бо як людям ви простите прогріхи їхні, то простить і вам ваш Небесний Отець.

А коли ви не будете людям прощати, то й Отець ваш не простить вам прогріхів ваших. (Мт 6:14-15)
20 Заборона на показний пост:
А як постите, то не будьте сумні, як оті лицеміри: вони бо зміняють обличчя свої, щоб бачили люди, що постять вони. Поправді кажу вам: вони мають уже нагороду свою!
А ти, коли постиш, намасти свою голову, і лице своє вмий,

щоб ти посту свого не виявив людям, а Отцеві своєму, що в таїні; і Отець твій, що бачить таємне, віддасть тобі явно. (Мт  6:16-18)
21 «Не складайте скарбів собі на землі…»:
Не складайте скарбів собі на землі, де нищить їх міль та іржа, і де злодії підкопуються й викрадають.
Складайте ж собі скарби на небі, де ні міль, ні іржа їх не нищить, і де злодії до них не підкопуються та не крадуть.

Бо де скарб твій, там буде й серце твоє! (Мт 6:19-21)
22 «Око то світильник для тіла»:
Око то світильник для тіла. Тож як око твоє буде здорове, то й усе тіло твоє буде світле.

А коли б твоє око лихе було, то й усе тіло твоє буде темне. Отож, коли світло, що в тобі, є темрява, то яка ж то велика та темрява! (Мт 6:22-23)
23 Зазначається, що прагнення накопичення земних багатств відволікає від повноцінного слідування за Богом (пошук Царства Небесного):
Ніхто двом панам служити не може, бо або одного зненавидить, а другого буде любити, або буде триматись одного, а другого знехтує. Не можете Богові служити й мамоні.
Через те вам кажу: Не журіться про життя своє що будете їсти та що будете пити, ні про тіло своє, у що зодягнетеся. Чи ж не більше від їжі життя, а від одягу тіло?
Погляньте на птахів небесних, що не сіють, не жнуть, не збирають у клуні, та проте ваш Небесний Отець їх годує. Чи ж ви не багато вартніші за них?
Хто ж із вас, коли журиться, зможе додати до зросту свого бодай ліктя одного?
І про одяг чого ви клопочетесь? Погляньте на польові лілеї, як зростають вони, не працюють, ані не прядуть.
А Я вам кажу, що й сам Соломон у всій славі своїй не вдягався отак, як одна з них.
І коли польову ту траву, що сьогодні ось є, а взавтра до печі вкидається, Бог отак зодягає, скільки ж краще зодягне Він вас, маловірні!
Отож, не журіться, кажучи: Що ми будемо їсти, чи: Що будемо пити, або: У що ми зодягнемось?
Бож усього того погани шукають; але знає Отець ваш Небесний, що всього того вам потрібно.
Шукайте ж найперш Царства Божого й правди Його, а все це вам додасться.

Отож, не журіться про завтрашній день, бо завтра за себе само поклопочеться. Кожний день має досить своєї турботи! (Мт 6:24-34)
24 Заборона осуджувати інших та спроби виправляти інших, доки сам не виправився:
Не судіть, щоб і вас не судили;
бо яким судом судити будете, таким же осудять і вас, і якою мірою будете міряти, такою відміряють вам.
І чого в оці брата свого ти заскалку бачиш, колоди ж у власному оці не чуєш?
Або як ти скажеш до брата свого: Давай вийму я заскалку з ока твого, коли он колода у власному оці?

Лицеміре, вийми перше колоду із власного ока, а потім побачиш, як вийняти заскалку з ока брата твого. (Мт 7:1-5)
25 Не слід давати священне тим, хто може цим знехтувати або висміяти:
Не давайте святого псам, і не розсипайте перел своїх перед свиньми, щоб вони не потоптали їх ногами своїми, і, обернувшись, щоб не розшматували й вас… (Мт 7:6)
26 «Просіть і буде вам дано, шукайте і знайдете…»:
Просіть і буде вам дано, шукайте і знайдете, стукайте і відчинять вам;
бо кожен, хто просить одержує, хто шукає знаходить, а хто стукає відчинять йому.
Чи ж то серед вас є людина, що подасть своєму синові каменя, коли хліба проситиме він?
Або коли риби проситиме, то подасть йому гадину?

Тож як ви, бувши злі, потрапите добрі дари своїм дітям давати, скільки ж більше Отець ваш Небесний подасть добра тим, хто проситиме в Нього! (Мт 7:7-11)
27 Необхідно ставитися до інших так, як би ви хотіли, щоб вони ставилися до вас.:
Тож усе, чого тільки бажаєте, щоб чинили вам люди, те саме чиніть їм і ви. Бо в цьому Закон і Пророки. (Мт 7:12)
28 Дорога до Царства Божого є тісною і вузькою…:
Увіходьте тісними ворітьми, бо просторі ворота й широка дорога, що веде до погибелі, і нею багато-хто ходять.

Бо тісні ті ворота, і вузька та дорога, що веде до життя, і мало таких, що знаходять її! (Мт 7:13-14)
29 Застереження про необхідність берегтися неправдивих вчителів і спосіб за яким їх можна розпізнати:
Стережіться фальшивих пророків, що приходять до вас ув одежі овечій, а всередині хижі вовки.
По їхніх плодах ви пізнаєте їх. Бо хіба ж виноград на тернині збирають, або фіґи із будяків?
Так ото родить добрі плоди кожне дерево добре, а дерево зле плоди родить лихі.
Не може родить добре дерево плоду лихого, ані дерево зле плодів добрих родити.
Усяке ж дерево, що доброго плоду не родить, зрубується та в огонь укидається.

Ото ж бо, по їхніх плодах ви пізнаєте їх! (Мт 7:15-20)
Висновок.
Вчення Ісуса Христа про долю тих, хто не дотримується цих заповідей, і тих, хто їх виконує:
Не кожен, хто каже до Мене: Господи, Господи! увійде в Царство Небесне, але той, хто виконує волю Мого Отця, що на небі.
Багато-хто скажуть Мені того дня: Господи, Господи, хіба ми не Ім'ям Твоїм пророкували, хіба не Ім'ям Твоїм демонів ми виганяли, або не Ім'ям Твоїм чуда великі творили?
І їм оголошу Я тоді: Я ніколи не знав вас… Відійдіть від Мене, хто чинить беззаконня!
Отож, кожен, хто слухає цих Моїх слів і виконує їх, подібний до чоловіка розумного, що свій дім збудував на камені.
І линула злива, і розлилися річки, і буря знялася, і на дім отой кинулась, та не впав, бо на камені був він заснований.
А кожен, хто слухає цих Моїх слів, та їх не виконує, подібний до чоловіка того необачного, що свій дім збудував на піску.

І линула злива, і розлилися річки, і буря знялася й на дім отой кинулась, і він упав. І велика була та руїна його! (Мт 7:21-27)

## Інші заповіді Ісуса Христа
1 Про віру в Ісуса Христа і наслідування Його в смиренні:
Прийдіть до Мене, усі струджені та обтяжені, і Я вас заспокою! Візьміть на себе ярмо Моє, і навчіться від Мене, бо Я тихий і серцем покірливий, і знайдете спокій душам своїм. Бож ярмо Моє любе, а тягар Мій легкий! (Мт 11:28-30)
2 Про те, щоб не боялись гоніння:
А коли будуть вас переслідувати в однім місті, утікайте до іншого. Поправді кажу вам, не встигнете ви обійти міст Ізраїлевих, як прийде Син Людський. (Мт 10:23)

Але не лякайтеся їх. Немає нічого захованого, що воно не відкриється, ані потаємного, що не виявиться. Що кажу Я вам потемки, говоріть те при світлі, що ж на вухо ви чуєте проповідуйте те на дахах. (Мт 10:26-27)
3 Про те, що потрібно бути подібними до дітей в смиренні:
Підійшли до Ісуса тоді Його учні, питаючи: Хто найбільший у Царстві Небеснім?
Він же дитину покликав, і поставив її серед них,
та й сказав: Поправді кажу вам: коли не навернетесь, і не станете, як ті діти, не ввійдете в Царство Небесне!

Отже, хто впокориться, як дитина оця, той найбільший у Царстві Небеснім. (Мт 18:1-4)
4 Не можна спокушувати дітей неприйнятним Христові вченнями:
І хто прийме таку дитину одну в Моє Ймення, той приймає Мене.

Хто ж спокусить одне з цих малих, що вірують в Мене, то краще б такому було, коли б жорно млинове на шию йому почепити, і його потопити в морській глибині… (Мт 18:5-6)
5 Горе тій людині від якої приходять спокуси:
Від спокус горе світові, бо мусять спокуси прийти; надто горе людині, що від неї приходить спокуса! (Мт 18:7)
6 Про рішуче усунення причини спокуси:
Коли тільки рука твоя, чи нога твоя спокушає тебе, відітни її й кинь від себе: краще тобі увійти в життя одноруким або одноногим, ніж з обома руками чи з обома ногами бути вкиненому в огонь вічний.

І коли твоє око тебе спокушає його вибери й кинь від себе: краще тобі однооким ввійти в життя, ніж з обома очима бути вкиненому до геєнни огненної. (Мт 18:8-9)
7 Про старозавітні заповіді які потрібно виконати, щоб мати життя вічне:
І підійшов ось один, і до Нього сказав: Учителю Добрий, що маю зробити я доброго, щоб мати життя вічне?
Він же йому відказав: Чого звеш Мене Добрим? Ніхто не є Добрий, крім Бога Самого. Коли ж хочеш ввійти до життя, то виконай заповіді.
Той питає Його: Які саме? А Ісус відказав: Не вбивай, не чини перелюбу, не кради, не свідкуй неправдиво.
Шануй батька та матір, і: Люби свого ближнього, як самого себе.
Говорить до Нього юнак: Це я виконав все. Чого ще бракує мені?
Ісус каже йому: Коли хочеш бути досконалим, піди, продай добра свої та й убогим роздай, і матимеш скарб ти на небі. Потому приходь та й іди вслід за Мною.
Почувши ж юнак таке слово, відійшов, зажурившись, бо великі маєтки він мав.
Ісус же сказав Своїм учням: Поправді кажу вам, що багатому трудно ввійти в Царство Небесне.

Іще вам кажу: Верблюдові легше пройти через голчине вушко, ніж багатому в Боже Царство ввійти! (Мт 19:16-24)
8 Вчення про необхідність Хрещення:
Тож ідіть, і навчіть всі народи, христячи їх в Ім'я Отця, і Сина, і Святого Духа,  навчаючи їх зберігати все те, що Я вам заповів. 
 І ото, Я перебуватиму з вами повсякденно аж до кінця віку! Амінь. (Мт 28:19-20)
Ісус відповів і до нього сказав: Поправді, поправді кажу Я тобі: Коли хто не народиться згори, то не може побачити Божого Царства.
Никодим Йому каже: Як може людина родитися, бувши старою? Хіба може вона ввійти до утроби своїй матері знову й родитись?

Ісус відповів: Поправді, поправді кажу Я тобі: Коли хто не родиться з води й Духа, той не може ввійти в Царство Боже. (Ів. 3:3-5)
9 Вчення про необхідність Причастя:
І сказав їм Ісус: Поправді, поправді кажу вам: Якщо ви споживати не будете тіла Сина Людського й пити не будете крови Його, то в собі ви не будете мати життя. Хто тіло Моє споживає та кров Мою п'є, той має вічне життя, і того воскрешу Я останнього дня. Бо тіло Моє то правдиво пожива, Моя ж кров то правдиво пиття. (Ів. 6:53-55)
Як вони ж споживали, Ісус узяв хліб, і поблагословив, поламав, і давав Своїм учням, і сказав: Прийміть, споживайте, це тіло Моє. А взявши чашу, і подяку вчинивши, Він подав їм і сказав: Пийте з неї всі, бо це кров Моя Нового Заповіту, що за багатьох проливається на відпущення гріхів! (Мт 26:26-28)
Пояснення апостола Павла:
Говорю ж неодруженим і вдовам: добре їм, як вони позостануться так, як і я. Коли ж не втримаються, нехай одружуються, бо краще женитися, ніж розпалятися. (1Кор 7:8-9)
Про дівчат же не маю наказу Господнього, але даю раду як той, хто одержав від Господа милість буть вірним. Отож за сучасного утиску добрим уважаю я те, що чоловікові добре лишатися так. Ти зв'язаний з дружиною? Не шукай розв'язання. Розв'язався від дружини? Не шукай дружини. А коли ти й оженишся, то не згрішив; і як дівчина заміж піде, вона не згрішить. Та муку тілесну такі будуть мати, а мені шкода вас. (1Кор 7:25-28)
Хіба ви не знаєте, що неправедні не вспадкують Божого Царства? Не обманюйте себе: ні розпусники, ні ідоляни, ні перелюбники, ні блудодійники, ні мужоложники, ні злодії, ні користолюбці, ні п'яниці, ні злоріки, ні хижаки Царства Божого не вспадкують вони! (1Кор 6:9-10)
Бо кожного разу, як будете їсти цей хліб та чашу цю пити, смерть Господню звіщаєте, аж доки Він прийде. Тому то, хто їстиме хліб цей чи питиме чашу Господню негідно, буде винний супроти тіла та крови Господньої! Нехай же людина випробовує себе, і так нехай хліб їсть і з чаші хай п'є. Бо хто їсть і п'є негідно, не розважаючи про тіло, той суд собі їсть і п'є! (1Кор 11:26-29)

## Інші заповіді Нового Заповіту
Послання до апостола Павла:
«І знов голос удруге до нього [Павла]: Що від Бога очищене, не вважай за огидне того!» (Дії 10:15)
Пояснення Павла:
«Ви знаєте, що невільно юдеєві приставати й приходити до чужаниці.

Та відкрив мені Бог, щоб я жадну людину не мав за огидну чи то за нечисту.» (Дії 10:28)
|                                                                                 | Через те, що ми чули, що деякі з вас, яким ми того не доручували, стурбували наукою вас, і захитали вам душі [обрізанням], то ми постановили однодушно, зібравшися, щоб обраних мужів послати до вас із коханими нашими Варнавою та Павлом, людьми тими, що душі свої віддали за Ім'я Господа нашого Ісуса Христа. Тож ми Юду та Силу послали, що вияснять усно те саме. Бо зволилось Духові Святому і нам, тягару вже ніякого не накладати на вас, окрім цього необхідного: стримуватися від ідольських жертов та крови, і задушенини, та від блуду. Оберегаючися від того, ви зробите добре. Бувайте здорові!... |
| — Настанова в Діях апостолів щодо відміни необхідності обрізання (Дії 15:24-29) | |

## НастановиІвана Хрестителя
| " | А люди питали його (Івана Хрестителя) й говорили: Що ж нам робити? І сказав він у відповідь їм: У кого дві сорочці, нехай дасть немаючому; а хто має поживу, нехай робить так само. І приходили й митники, щоб христитись від нього, і питали його: Учителю, що ми маємо робити? А він їм казав: Не стягайте нічого над те, що вам звелено. Питали ж його й вояки й говорили: А нам що робити? І він їм відповів: Нікого не кривдьте, ані не оскаржайте фальшиво, удовольняйтесь платнею своєю. (Лк 3:10-14) | " |